# Il gioco dei fantasmi
Il gioco dei fantasmi è un romanzo thriller-mistery per ragazzi scritto da Krystyna Kuhn e pubblicato nel 2011 dalla Casa Editrice Nord. È il secondo libro della serie del Grace College e narra le vicende di otto giovani amici a cui, entrati nel Grace College, hanno diverse esperienze molto strane. Il protagonista cambia per ogni libro: in questo libro la protagonista è Katie West mentre nel precedente era Julia Frost. Il libro è stato pubblicato il 6 ottobre 2011.

## Trama
Sono passati tre mesi dalla morte di Angela, la caporedattrice del giornale universitario, tre mesi in cui Katie West, matricola al Grace College, non è riuscita a darsi pace. Cosa lega la tragedia che si è abbattuta sul campus a quella degli otto studenti scomparsi nel 1974 durante un'escursione sulla Ghost Mountain? E perché sulla lapide commemorativa trovata nel bosco è scolpito pure il nome di Mark de Vincenz, un individuo che non ha nulla a che fare con il college? Ormai ossessionata da quel mistero, Katie convince gli amici a organizzare una spedizione sulla montagna. Ma, la sera prima della partenza, uno strano ragazzo bussa alla sua porta: dice di essere un suo compagno di corso e di avere una cartina dettagliata della zona, la stessa usata oltre quarant'anni prima. Peccato però che lei non ha mai visto quel tipo e che – cosa ancora più inquietante – non esistono mappe della Grace Valley, nemmeno su Internet. Come se ciò non bastasse, quella stessa notte Katie riceve un'inquietante telefonata da uno sconosciuto che continua a ripetere un'unica frase: Lassù qualcuno morirà…

## I protagonisti
Katie vuole scoprire che cosa è successo agli otto studenti che, quarant'anni prima, sono scomparsi mentre cercavano di raggiungere la vetta della Ghost Mountain. Perché quel mistero è l'unica cosa che riesce a farle dimenticare i sensi di colpa per un'altra tragedia che non ha saputo evitare…
Amica e compagna di stanza di Katie, Julia è una bravissima nuotatrice, anche se non vuole che gli altri lo sappiano. La sua vita da atleta fa ormai parte del passato. Un passato dal quale tenta disperatamente di fuggire…
Timido e riservato, Robert è uno degli alunni più brillanti del College. Soffre di strane e inquietanti visioni, ed è convinto che ci sia qualcosa che non vada nella Grace Valley. Secondo lui, quel posto è malvagio…
Nipote di un poliziotto indiano, Ana conosce la zona come le sue tasche e decide di mettere la sua esperienza al servizio della spedizione. Quella scalata, però, rischia di essere l'ultima…
Paul è appena arrivato. Dice di essere il figlio del professore di francese e di possedere una vecchia cartina della Ghost Mountain. Katie non si fida di lui, però è stata costretta ad accoglierlo nel gruppo…
David è il classico bravo ragazzo, sempre gentile e disponibile con tutti, anche se a volte sembra che restare calmo gli costi una fatica incredibile…
Benjamin è il buffone della compagnia. Va sempre in giro con una videocamera e riprende tutto quello che gli capita a tiro. È molto chiacchierone e fa amicizia facilmente. Di lui però non si sa nulla. Sembra che nessuno lo conosca davvero…
Silenzioso, sfacciato e a tratti un po' inquietante, Chris è il ragazzo di Julia, e gli è sempre più difficile tenerle nascosto il suo segreto...

## La copertina
Con la pubblicazione in anteprima della copertina de Il gioco dei fantasmi, si sono alzate delle polemiche, soprattutto tra i blogger. Il motivo di tali polemiche era la copertina del secondo libro che, secondo i lettori, non era in stile "Grace College" perché non somigliava alla copertina del primo libro.
La copertina del primo libro è stata realizzata graficamente e illustra uno scudo sorretto da due corvi. Sullo scudo c'è parte del titolo (Il segreto del) mentre il resto (Grace College) è scritto su una pergamena, sempre appoggiata sullo scudo. Lo sfondo è bianco con "schizzi" neri. La cover del secondo libro raffigura una ragazza con un mantello nero. Notevolmente diverse tra di loro.
Anche se sono stati molti i partecipanti all'iniziativa, mancava più di un mese alla data di pubblicazione e i lettori avevano concordato di posticipare la data di pubblicazione, la casa editrice si è rifiutata di cambiare copertina perché "era troppo tardi" mantenendo così quella che è ora.
Anche l'autrice, in una recente intervista, ha espresso il proprio giudizio negativo sulla copertina affermando che "non si adatta al contenuto del libro".

## Pubblicazioni in Italia
- Krystyna Kuhn, Il gioco dei fantasmi, rilegata, Milano, Editrice Nord, ottobre 2011, ISBN 978-88-429-1715-1.